# Холандија
Холандија или Низоземска (хол. Nederland), држава је у западној Европи и једна од четири конститутивне земље Краљевине Холандије (остале три су Аруба, Курасао и Свети Мартин). Према истоку се граничи са Немачком, према југу са Белгијом, према северозападу има излаз на Северно море. Поморску границу дели са Белгијом, Уједињеним Краљевством и Немачком. Најважнији и највећи градови Низоземске су Амстердам, Хаг и Ротердам. Амстердам је уједно и главни град, док је седиште владе и парламента у Хагу. Ротердамска лука је највећа у Европи, штавише велика је као три наредне луке заједно, и од 1962. до 2004. била је највећа на свету.
Држава Холандија се састоји из 12 покрајина у Европској Холандији, а након расформирања бивших Холандских Антила, у њеном саставу су и три специјалне општине у Карипској Холандији — Бонер, Саба и Свети Еустахије.
Холандија је низијска земља, 50% њеног копна је на мање од једног метра изнад мора. Ова одлика је дала Низоземској њено име Nederland, у преводу „Низијска земља“.
Већи део територије Низоземске који је испод нивоа мора је људско дело. Од краја 16. века грађени су полдери отимањем земље од мора и исушивањем језера. Данас они чине скоро 17% површине земље. „Позната“ је као земља лала, ветрењача и дрвених кломпи.
Једна од одлика Низоземске је велика густина становништва, 407 по квадратном километру. Само Бангладеш, Јужна Кореја, и Тајван имају бројније и гушће насељено становништво. Без обзира на то, Холандија је после Сједињених Држава други извозник хране и пољопривредних производа у свету. Томе је између осталог допринела велика плодност тла као и блага клима.
Холандија је трећа земља у свету у којој су грађани на изборима изабрали чланове парламента а од 1848. устројена је као унитарна држава са парламентарном демократијом и уставном монархијом. Такође, Холандија има дугу историју друштвене толеранције и важи за либералну земљу. Абортус, проституција и еутаназија су легализовани, док према употреби одређених врста наркотика води прогресивну политику. Године 2001. Холандија је постала прва земља у свету која је легализовала истополне бракове.
Холандија је један од оснивача Уједињених нација, Европске уније, Еврозоне, Г-10, НАТО-а, ОЕЦД-а и Светске трговинске организације, поред тога, чланица је трилатералне Уније земаља Бенелукса. У Холандији се налази Организација за забрану хемијског оружја и пет међународних судова: Стални арбитражни суд, Међународни суд правде, Међународни кривични суд за бившу Југославију, Међународни кривични суд и Посебни суд за Либан. Прва четири наведена суда су смештена у Хагу, као и седиште Европола и агенције за сарадњу у правосуђу Евроџаст. Због овога се Хаг сматра правном престоницом света. Холандија је такође део Шенгенске зоне.

## Име
Званично име државе јесте Koninkrijk der Nederlanden (Краљевина Холандија). У германским језицима речи Neder, Nieder, Nether и Nedre значе „Ниско“, док реч Land значи „Земља“, те би у буквалном преводу име државе било „Краљевина Ниских Земаља“ или „Краљевина Низоземска”. У француском се користи Pays-Bas, у италијанском — Paesi Bassi, а у немачком — Niederlande. У холандском се користе и једнински и множински облици (Nederland/Nederlanden), док француски и енглески (Low Countries) користе искључиво множину.
За време владавине Краљевине Бургундије војвода Ниских Земаља, који углавном пребива у Фландрији, Ниске Земље назива Les pays de par deça, што у преводу значи „Земље овде преко“. То је у опреци са Les pays de par delà, што пак значи „Земље тамо преко“, а односи се на саму Бургундију. Назив Ниске земље при мору такође бива кориштен.
У 15. веку долази у употребу назив Nederlanden (Ниске Земље). За разлику од назива суседних држава попут Француске или Енглеске, овај назив није етничког порекла већ је географски термин који тек назначује однос према неком другом вишем терену. Од отприлике 1490. године се тако називају и Бургундско-Хабзбуршке провинције.
Поред назива Vlaanderen (Фландрија), Nederlanden (Ниске Земље) постаје најучесталије коришћени термин половином 16. века. У то време термин Ниске Земље је ознака која обухвата подручје данашњих држава Низоземске, Белгије и Луксембурга. Картограф Ортелиус користи 1570. назив Neder-Germanië (Ниска-Немачка). Након Низоземске револуције називи Belgium и Nederland остају у употреби како за Ниске Земље у целости тако и за појединачне државе.
Након Осамдесетогодишњег рата (1568—1648) начињена је подела на северну независну Републику Низоземску (Belgica Foederata — Федерална Холандија), претечу данашње Низоземске и на шпански контролисану Јужну Низоземску (Belgica Regia — Краљевина Холандија), претечу данашње Белгије.
У српском, пољском, румунском, грчком, мађарском, турском и још много других језика, за државу се скоро искључиво користио назив Холандија. У неким другим језицима, такав назив је био често колоквијалан. Изворно, Холандија је било име покрајине која је данас подељена на две западне низоземске покрајине (од њих укупно 12), Северну и Јужну Холандију, које заједно чине само 13,2% укупне територије Низоземске. Понекад становници Низоземске који не живе у Холандији тј. у Северној и Јужној Холандији не воле када људи називају целу земљу Холандијом.

## Географија

### Геологија и рељеф
Сам назив државе Холандија јасно указује на то да је она „низијска земља”. Ова низија је део знатно већег простора који се назива Низоземље. Низоземље представља продужетак Севернонемачке низије која је, пак, део континуалних низија Евроазије, заједно са Низоземљем на западу и Великопољском низијом на истоку. Према мору низијски простори Низоземске рашчлањени су токовима Рајне, Шелде и Маса. Око половине територије Низоземске налази се испод једног метра надморске висине, а око четвртине је испод нивоа мора. Испод нивоа морске површине је највећи део западног дела државе изузев приморског дела. Ове површине се од поплава бране системом канала чија је укупна дужина већа од 3.000 km. Највиши врх континенталне Низоземске, Валсерберг (322,5 m) налази се на крајњем југу земље, у огранцима Ардена. Од њега је виши врх на карипском острву Саба, висок 877 m.
Делови Низоземске, као на пример цела провинција Флеволанд, настали су исушивањем делова мора. Ове површине се називају полдери. Око петина територије Холандија је под водом, од чега највећи део представља језеро Ејселмер (IJsselmeer). Ејселмер је остатак некадашњег залива Северног мора који је 1932. одвојен насипом дугим 29 km.
На низоземским обалама, које су ниске и песковите, радом ветра створен је кордон дина које је море у прошлости пробијало претварајући их у низове острва. Пример острва насталих на овај начин су Фризијска острва. Поменуто језеро Ејселмер назива се и „Зојдерско језеро”. Оно је формирано тако што је море зашло у унутрашњост кордона дина.

### Воде
Холандија је са севера и са запада омеђена Северним морем. На северу се налазе низ пешчаних попричних Фризијских острва, од којих се јужно налази плитко Ваденово море. У самом средишту земље се налази језеро Ејселмер, на месту некадашњег Зојдерског залива које је изградњом бране Асфлуитдејк 1932. године затворено па сада садржи само слану воду. Важнија ушћа и естуари су Долард и Лајверс на јеверу, Низоземски Дихеп, Харингвлигет, Гревелингенмер и Остер и Вестершајде на југозападу. Холандија обала пролази кроз дводневну морску мену чија амплитуда дуж обалу варира између 1,5 и 2 метра, у зависности од утицаја ветра. Поред вертикалног кретања воде постоји и хоризонтално кретање, плимне трке. Због релативно благих температура (3 °C зими и 16 °C љети) Ваденово море и Остершелду су препуни иверком златопег, листом и дагњама.
Најважније реке Холандије су Рајна, њен рукавац Вал и река Мас. Ове реке теку са истока према Северном мору и деле државу на северни и јужни део.

### Клима
Холандија има умерену приморску климу са топлим летима и умереним зимама.

## Историја

### Праисторија и стари век
Први археолошки докази живота древних људи на територији данашње Низоземске потичу из млађег палеолита. Први житељи су били ловци и скупљачи плодова. Крајем леденог доба, територија је насељена разним палеолитским група. Око 8000. п. н. е. овде су живела мезолитска племена. У наредних неколико миленијума, дошло је гвоздено доба са релативно високим животним стандардом. Низоземску су населили Келти, а потом Германи. Током доласка Римљана Низоземску су насељавали германска племена, као што су Тубанти, Канинефати и Фризи, који су се овде населили око 600. п. н. е. Келтска племена, као што су Ебурони и Менапи, населили су се на југу земље. Германско племе Фризи су један огранак Теутонаца, који су дошли у Низоземску средином 1. миленијума пре нове ере. На почетку римске колонизације такође су била присутна германска племена Токсандри и Батавијци. Током римске владавине, јужни део Низоземске био је претворен у провинцију Белгијску Галију, а касније у Доњу Германију.

### Средњи век
У 8. веку шири се хришћанство. После се развијало занатство, па онда бродска трговина. Често је мењала господаре. Била је важно културно подручје поготово у Ренесанси.

### Хабзбуршка Холандија (1519—1581)
Под Карлом V, владаром Светог римског царства и краљем Шпаније, територија данашње Низоземске је била део Седамнаест провинција Ниских Земаља, које је такође обухватала данашњу Белгију, Луксембург и делове Француске и Немачке.
Осамдесетогодишњи рат између провинција и Шпаније је почео 1568. Северне провинције су склопиле Утрехтску унију, споразум по ком су се обавезале да ће подржати једни друге у својој одбрани од шпанске војске.Утрехтска унија се сматра темељом модерне Низоземске. Северне провинције су 1581. усвојиле Акт о одрицању верности шпанском краљу, декларацију о независности провинција чиме је званично збачен Филип II од Шпаније као владар северних провинција. За вођу Уније у рату против Шпаније именован је Виљем Орански. Холандија представља први историјски пример државе настале буржоаском револуцијом против апсолутистичке власти. Карактер Низоземске револуције у 16. веку је био како буржоаски, тако и верски и национални. Узрок револуције лежи у намерама шпанског краља Филипа II да укине аутономију провинција, наметне нове порезе и искорени протестантизам

### Холандија република
Након проглашења своје независности, провинције Холандија, Зеланд, Гронинген, Фризија, Утрехт, Оверејсел и Хелдерланд су основале конфедерацију. Све ове провинције су биле аутономне и имале своје скупштине. Сталешке скупштине Низоземља, конфедерална скупштина, је заседала у Хагу и састојала се од представника из сваке од седам провинција. Ретко насељена област Дренте, која се углавном састоји од лошег тресетишта, је била део републике, иако Дренте није био сматран једним од провинција. Он је имао своје представнике, док је управника Дрентеа именовала Сталешка скупштина.
Краљица Елизабета I је подржавала холандску борбу против Шпанаца, и 1585. је закључила уговор са Холанђанима којим је обећала да ће послати енглеску војску у Низоземску. У децембру 1585. године је послато је из Енглеске 7.600 војника у Низоземску под командом Роберта Дадлија. Упркос значајној величини за то време, енглеска војска није била ни од какве стварне користи за Низоземски устанак.
Иако се Роберт Дадли вратио у Низоземску у новембру 1586. са другом војском, енглеска војска је још увек имала мало утицаја у устанку. Филип II није био спреман да леко одустане, а рат се наставио до 1648, када је Шпанија под краљем Филипом IV коначно признала независност седам северозападних провинција миром у Минстеру, који је био део ширег Вестфалског мира којим је окончан и Тридесетогодишњи рат. Делови јужних провинцијама су постале de facto колоније нове републиканско-трговачке империје.
Новостворена република имала је федералистичко уређење са обележјима конфедерализма. Почетком 17. века доживела је велики напредак (Златно доба Низоземске) и истакла као прворазредна сила у морепловству, трговини и економији. Тада је настало Низоземско колонијално царство, заузимањем неких подручја у Индији, Источној Индији, Јужној Африци и Северној Америци. Низоземско насељавање у Северној Америци је почело 1614. са оснивањем Новог Амстердама, на јужном Менхетну. У Јужној Африци, Холанђани су 1652. населили колонију Кап. У то време Холандија је била најбогатија земља Европе. Уз економски прогрес у Низоземској дошло је и до процвата културе и науке. Од средине 17. века губи свој значај. Ратови Луја XIV и успон британске економске и поморске империје довели су до опадања низоземске моћи.

### Француски утицај
У рату против револуционарне Француске је поражена и освојена. 19. јануара 1795, један дан пошто је штатхалтер Виљем V Орански побегао у Енглеску Наполеон је створио вазалну Батавијску републику по узору на француско уређење. Била је централизована унитарна држава и донесен је Закон о правима човека и грађанина. Републиканско уређење трајало је до 1806. када је Холандија постала монархија као вазална краљевина намењена Наполеоновоме брату Лују Бонапарти као краљу како би је Наполеон лакше контролисао. Именом главне провинције Холандије је названа читаво краљевство. Краљевина Холандија је заузимала површину данашње Низоземске, са изузетком Лимбурга и делова Зеланда, који су били део Француске. Пруске Источна Фризија и Јевер су придодати овом краљевству. Међутим краљевство је 1809, након неуспешне британске инвазије, Холандија је морала да преда Француској све територије јужно од Рајне.
Краљ Луј Бонапарта није испунио Наполеонова очекивања, пошто је покушао да служи холандским интересима пре него интересима свог брата, па је дозволио трговину са Британцима упркос Континенталном систему и чак покушао да научи низоземски (холандски) језик. Луј је приморан да абдицира 1. јула 1810. а наследио га је његов петогодишњи син Наполеон Луј Бонапарта. Наполеон Луј је владао као Луј II само десет дана пошто је Наполеон игнорисао ступање свог нећака на престо. Цар Наполеон је послао војску да нападне земљу и распусти Краљевину Холандију. Холандија је затим потпуно анектирана у састав Француског царства. Остала је део Француског царства све до јесени 1813. када је Наполеон поражен у бици код Лајпцига и приморан да повуче своју војску из земље.

### Уједињена Краљевина Холандија
Након Бечког конгреса 1815. образована је Уједињена Краљевина Холандија под влашћу династије Орање-Насау. Холандија је део својих колонија изгубила у корист Британске Империје, а то је компензирано анексијом Белгије.
Касније 1815. створена је Уједињена Краљевина Холандија најпре. Провинције су постале административни региони, уместо федералних јединица. Краљевина Уједињене Низоземске је поред Краљевине Холандије у свој састав укључила и Јужну Низоземску (данас Белгија и Луксембург). Међутим, 1830. године Белгија је оружаним устанком изборила независност.
У Првом светском рату Холандија је била неутрална.

### Други светски рат
У Другом светском рату Холандију је окупирала нацистичка Немачка. Посебно је трауматично било бомбардовање Ротердама 1940, холокауст над Јеврејима, и глад током зиме 1944—1945. Њене поседе у Индонезији је 1942. окупирао Јапан. Након завршетка рата ти су поседи прогласили независност, што је Холандија признала након рата који је трајао до 1949. године. После рата Холандија је дала независност и Суринаму.

### Послератна Холандија
Након рата Холандија се релативно брзо опоравила, потом постала главни заговорник регионалне сарадње која је укључивала стварање Бенелукса, а касније пројекта европског уједињења. Тако је Холандија 1952. била једна од земаља оснивача Европске заједнице за угаљ и челик и била међу 6 оригиналних потписница Римског уговора којим је 1957. формирана Европска економска заједница, а 1991 је на њеној територији потписан Мастрихтски уговор којим се ЕЕЗ трансформирала у Европску унију. Међутим, холандски бирачи су европско уједињење успорили одбивши на референдуму Устав ЕУ 2005. године.

## Административна подела
У почетку, 1579, Холандија је била унија седам провинција. Касније су се унији придружиле провинције Северни Брабант и Лимбург. Дренте је признат за посебну провинцију 1839, а доминантна провинција Холандија је 1840. подељена на северну и јужну. Најмлађа провинција Флеволанд формирана је 1986.
Од 1. јануара 1986, Холандија је подељена на 12 провинција.
| #  | Провинција          | Главни град | Површина у km² | Становништво |
| -- | ------------------- | ----------- | -------------- | ------------ |
| 1  | Дренте              | Асен        | 2.756,97       | 493.449      |
| 2  | Флеволанд (од 1986) | Лелистад    | 2.338,07       | 422.202      |
| 3  | Фризија             | Леуварден   | 5.723,95       | 649.988      |
| 4  | Хелдерланд          | Арнем       | 5.154,59       | 2.084.478    |
| 5  | Гронинген           | Гронинген   | 2.797,48       | 585.881      |
| 6  | Лимбург             | Мастрихт    | 2.023,85       | 1.118.223    |
| 7  | Северни Брабант     | Хертохенбос | 5.098,88       | 2.562.566    |
| 8  | Северна Холандија   | Харлем      | 4.236,67       | 2.877.909    |
| 9  | Оверејсел           | Зволе       | 3.438,90       | 1.162.215    |
| 10 | Јужна Холандија     | Хаг         | 3.478,07       | 3.705.625    |
| 11 | Утрехт              | Утрехт      | 1.462,51       | 1.353.596    |
| 12 | Зеланд              | Миделбург   | 2.519,27       | 383.689      |

Од 10. октобра 2010, у саставу Холандија налазе се и три специјалне општине (БЕС острва).
| # | Провинција      | Главни град | Површина у km² | Становништво (2019) |
| - | --------------- | ----------- | -------------- | ------------------- |
| 1 | Бонер           | Кралендајк  | 288            | 20.104              |
| 2 | Свети Еустахије | Орањестад   | 21             | 3.138               |
| 3 | Саба            | Ботом       | 13             | 1.915               |

## Становништво
Са 424 становника по km², Холандија је једна од најгушће насељених земаља на свету (упореди: Србија 106, Кина 135, Монако 16.923, Намибија 2,4). Априла 2021. број становника Низоземске био је 17.493.969, од којих половина живи у најгушће насељеном западу земље.
Холанђани су по статистикама један од највиших народа на свету, са просечном висином од 1,81 m за мушкарце и 1,68 m за жене.
Становништво Низоземске обухвата припаднике нација из целог света. Холанђани чине 74,8% популације. Највише дошљака потиче из Европе (8,3%), затим из бивших колонија Индонезије (2%) и Суринама (2%), и најзад Марока (2%) и Турске (2,4%).
Број деце по жени 2018. износио је 1,78. Холандија има једну од најстаријих популација на свету, са просечном старошћу 42,7 година.
Процечан животни век траје 84,3 године за жене и 79,7 година за мушкарце.

### Језици
Холандски језик је званични језик, иако ово није регулисано законом. У провинцији Фризији користи се и фризијски језик. Локални дијалекти холандског се често преплићу са сродним дијалектима немачког језика.
У прекоморским територијама Низоземске у Карибима, поред холандског, званични су језици папјаменто и енглески.
Холанђани имају јаку традицију учења страних језика. 87% становништва говори енглески језик, 55-60% зна немачки, а 25% француски.

### Религије
По попадицаима из 2020. године, становништво Холандије се опредељује:
- 19,8% католици
- 14,4% протестанти
- 5,2% муслимани
- 5,1% остале религије
- 55,2% атеисти

Мање од 20% људи редовно посећује цркву.
До 1960-их, већина становништва је припадала протестантској вероисповести (55-60%), углавном калвинизму. Највећи број осталих верника је припадао католицизму (до 40%). Север и запад земље су традиционално наклоњени протестантизму, док југ и исток углавном насељавају римокатолици.

### Највећи градови
| Амстердам Ротердам Хаг Утрехт | 1.  | Амстердам   | Северна Холандија | 808.032 | Ајндховен Тилбург Гронинген Алмере |
| Амстердам Ротердам Хаг Утрехт | 2.  | Ротердам    | Јужна Холандија   | 616.042 | Ајндховен Тилбург Гронинген Алмере |
| Амстердам Ротердам Хаг Утрехт | 3.  | Хаг         | Јужна Холандија   | 508.634 | Ајндховен Тилбург Гронинген Алмере |
| Амстердам Ротердам Хаг Утрехт | 4.  | Утрехт      | Утрехт            | 326.516 | Ајндховен Тилбург Гронинген Алмере |
| Амстердам Ротердам Хаг Утрехт | 5.  | Ајндховен   | Северни Брабант   | 220.836 | Ајндховен Тилбург Гронинген Алмере |
| Амстердам Ротердам Хаг Утрехт | 6.  | Тилбург     | Северни Брабант   | 209.788 | Ајндховен Тилбург Гронинген Алмере |
| Амстердам Ротердам Хаг Утрехт | 7.  | Гронинген   | Гронинген         | 198.123 | Ајндховен Тилбург Гронинген Алмере |
| Амстердам Ротердам Хаг Утрехт | 8.  | Алмере      | Флеволанд         | 195.845 | Ајндховен Тилбург Гронинген Алмере |
| Амстердам Ротердам Хаг Утрехт | 9.  | Бреда       | Северни Брабант   | 179.823 | Ајндховен Тилбург Гронинген Алмере |
| Амстердам Ротердам Хаг Утрехт | 10. | Најмеген    | Хелдерланд        | 167.613 | Ајндховен Тилбург Гронинген Алмере |
| Амстердам Ротердам Хаг Утрехт | 11. | Енсхеде     | Оверејсел         | 158.589 | Ајндховен Тилбург Гронинген Алмере |
| Амстердам Ротердам Хаг Утрехт | 12. | Апелдорн    | Хелдерланд        | 157.510 | Ајндховен Тилбург Гронинген Алмере |
| Амстердам Ротердам Хаг Утрехт | 13. | Харлем      | Северна Холандија | 154.600 | Ајндховен Тилбург Гронинген Алмере |
| Амстердам Ротердам Хаг Утрехт | 14. | Арнем       | Хелдерланд        | 150.673 | Ајндховен Тилбург Гронинген Алмере |
| Амстердам Ротердам Хаг Утрехт | 15. | Амерсфорт   | Утрехт            | 150.608 | Ајндховен Тилбург Гронинген Алмере |
| Амстердам Ротердам Хаг Утрехт | 16. | Занстад     | Северна Холандија | 150,510 | Ајндховен Тилбург Гронинген Алмере |
| Амстердам Ротердам Хаг Утрехт | 17. | Харлемермер | Северна Холандија | 144.231 | Ајндховен Тилбург Гронинген Алмере |
| Амстердам Ротердам Хаг Утрехт | 18. | Хертогенбос | Северни Брабант   | 143.590 | Ајндховен Тилбург Гронинген Алмере |
| Амстердам Ротердам Хаг Утрехт | 19. | Зутермер    | Јужна Холандија   | 123.522 | Ајндховен Тилбург Гронинген Алмере |
| Амстердам Ротердам Хаг Утрехт | 20. | Зволе       | Оверејсел         | 122.878 | Ајндховен Тилбург Гронинген Алмере |

### Толеранција
Холандија је друштво које је веома либерално и толерантно, у шта спада и „мека“ примена неких закона (хол. Gedoogbeleid). Ово се односи на легализовану проституцију и еутаназију, могућност коришћења лаких дрога, као и једнака права хомосексуалних парова.
У последње време ојачале су политичке снаге које се супротстављају мултикултуралности, утицају ислама и Европској унији, иако пропагирају либерализам (види: Партија за слободу).

## Култура

### Наука
Од свог настанка, холандско друштво је релативно толерантно према различитим религијама и мишљењима. Често је служила као уточиште за научнике и филозофе, попут Ренеа Декарта, Габријела Фаренхајта и Џона Лока. Најпознатији домаћи филозофи су Еразмо Ротердамски и Барух Спиноза.
Најстарији низоземски универзитет основан је 1575. у Лајдену.
Физичар, математичар и астроном Кристијан Хајгенс открио је Сатурнов месец Титан, пројектовао сат са клатном и развио таласну теорију светлости. Низоземац Антони ван Левенхук је проналазач микроскопа. У 19. веку Хендрик Лоренц је развио електромагнетну теорију светлости.

### Уметност
Доба највећег благостања Низоземске републике у 17. веку пратила су изузетна достигнућа у култури, нарочито сликарству. Ово доба се назива „Златно доба Низоземске“. Најзначајнији сликари тог периода су Рембрант ван Ријн, Јоханес Вермер и Франс Халс. У сликарству се јављају теме карактеристичне за холандско грађанско друштво: појединачни и групни портрети, мртва природа, пејзажи, историјске композиције и жанр сцене.
У граду Делфту у то време је почела производња плаво-белог Делфтског порцелана који је стекао велику популарност у Европи.
Златном добу припада и драмски књижевник Јост ван ден Вондел. Знаменити низоземски уметници у 19. и 20. веку били су сликар Винсент ван Гог, сликар и дизајнер Пит Мондријан и графичар Морис Есхер.

### Празници
Омиљени празници у Низоземској су 30. април - Дан краљице (када се обележава рођендан Краљице Јулијане) и 6. децембар - Свети Никола.

## Политика
Краљевина Холандија је држава парламентарне демократије и уставна монархија. Краљ је владар државе и представља државу. Извршну власт има Савет министара Краљевине Низоземске, који је одговоран Другом дому за послове владе. Председника и премијера именује краљ. Држава је подељена на 12 провинција, а границе међу њима одређује парламент. Извршни орган провинције је краљев намесник. Судску власт има врховни суд. Бирачко право имају сви низоземски држављани старији од 18 година, а пасивно старији од 21 године. Од 30. априла 1980. на престолу је краљица Беатрикс Армгард из куће Орање−Насау. Престо се равноправно наслеђује по мушкој и женској линији према наследном реду. Холандија има дводомни парламент: горњи дом има 75 а доњи 150 чланова. Седиште парламента је у Хагу. Законски предлози морају бити усвојени у оба дома и мора их прихватити краљица.
Краљевина се састоји од држава Холандија, Арубе, Курасаа и Светог Мартина — при чему су све четири равноправне.

## Главни град
Холандија нема јединствен главни град. Седиште владе и краља се налазе у Хагу, као и већина амбасада, али по уставу владар полаже заклетву у Амстердаму.

## Привреда
У Холандији, већина индустрије се налази у лучким градовима. До раних 1960-их, индустријске и услужне активности биле су концентрисане у холандским лукама на западу, док су јужни и источни делови заостајали. Данас је Холандија једна од економски најразвијенијих земаља света. Пољопривреда. Холандија има 21,8% обрадивог земљишта, 0,8% воћњака и 23,4% ливада и пашњака. Један је од највећих извозника пољопривредних производа у свету. Најважнија грана је сточарство у влажним равницама на истоку и југу. Пољопривреда преовлађује на лаким земљиштима у Лимбургу на речним седиментима и на новоосвојеним полдерима. Готово половина ораница је намењена за житарице, пшеницу и јечам. Холандија је један од водећих произвођача поврћа у свету (краставци, парадајз, купус, карфиол, спанаћ). То је највећи светски произвођач цвећа. У Фризији и на влажним походима провинција Холандије и Зеланда преовлађују млечно и месно сточарство, свињогојство и живинарство у Брабанту. Холандија је највећи светски извозник сира, млека у праху, путера и кондензованог млека. Рибарство. Главне рибарске луке су Ајмејден, Влардиген и Схевенинген Рударство и енергетика. Холандија има веома мало руде, а експлоатација природног гаса је значајна. Задовољава домаће потребе извози се у Немачку и Белгију Важно је добијање камене соли у рудницима Хенгело и Делфзајл Индустрија. Индустрија се углавном налази у две највеће луке Ротердам и Амстердам. Електронска индустрија у Ајдховену, железара и челичане налазе се у близини Ајмејдена. Бродоградилишта су у Ротердаму, Амстердаму 
Влисингену. Аутомобилска индустрија у Ајндховену, Борну и Амесфорту. По броју запослених најразвијенија је прехрамбена индустрија, заједно са дуванском индустријом. У хемијској индустрији преовлађује основна индустрија, пре свега производња синтетичких и вештачких влакана. Остале индустрије су: папирна, фармацеутска (Амстердам), индустрија порцелана и керамике, брушење дијаманата (Амстердам). Туризам. Најатрактивнији су стари градови Амстердам, Делфт, Харлем, Утрехт и летовалишта на обалама Схевенингена, Задворта и др. Туристичка пловидба рекама и каналима је веома развијена. Многе туристе привлаче лале у области Харлема. Саобраћај. Развијени су пут (91% асфалт), железница, вода и ваздух. У Холандији постоји 9 аеродрома са редовним путничким саобраћајем (Амстердам, Ротердам, Мастрихт и Гронинген.)
У другом кварталу 2023. године, економија је пала за 0,3%, што је други квартал са негативним растом. Након пандемије COVID-19, економија Холандије је расла 5% годишње, али је пад потрошње и извоза довео до рецесије. Инфлација 19. августа 2023. године износи око 6%.